# Bisphaera
Bisphaera es un género de foraminífero bentónico de la familia Usloniidae, de la superfamilia Parathuramminoidea, del suborden Fusulinina y del orden Fusulinida. Su especie tipo es Bisphaera malevkensis. Su rango cronoestratigráfico abarca desde el Eifeliense (Devónico medio) hasta el Mississippiense (Carbonífero inferior).

## Discusión
Clasificaciones más recientes incluirían Bisphaera en el suborden Parathuramminina, del orden Parathuramminida, de la subclase Afusulinina y de la clase Fusulinata.

## Clasificación
Bisphaera incluye a las siguientes especies:
- Bisphaera angulata †
- Bisphaera beniguna †
- Bisphaera compressa †
- Bisphaera crassitheca †
- Bisphaera cribrisimilis †
  - Bisphaera cribrisimilis crassa †
- Bisphaera dissimilicortex †
- Bisphaera eomalevkensis †
- Bisphaera grandis †
- Bisphaera irregularis †
  - Bisphaera irregularis var. gigantea †
- Bisphaera malevkensis †
- Bisphaera minima †
- Bisphaera primitiva †
- Bisphaera solidispinosa †
- Bisphaera tenue †
- Bisphaera uniprocera †
- Bisphaera variabilis †
  - Bisphaera variabilis var. bulbosa †

En Bisphaera se ha considerado el siguiente subgénero:
- Bisphaera (Bullella), también considerado como género Bullella y aceptado como Cribrosphaeroides